# Ștefan Kovács
Ștefan Kovács (2. října 1920 – 22. května 1995) byl rumunský fotbalista a fotbalový trenér.

## Manažerské trofeje
- Steaua București
  - Rumunská liga: 1967/68
  - Rumunský fotbalový pohár: 1968/69, 1969/70, 1970/71

- Ajax:
  - Nizozemská liga: 1971/72, 1972/73
  - Nizozemský fotbalový pohár: 1971/72
  - Liga mistrů: 1971/72, 1972/73
  - Evropský superpohár: 1972
  - Interkontinentální pohár: 1972

- Panathinaikos:
  - Řecký fotbalový pohár: 1981/82